# Comte de Nottingham

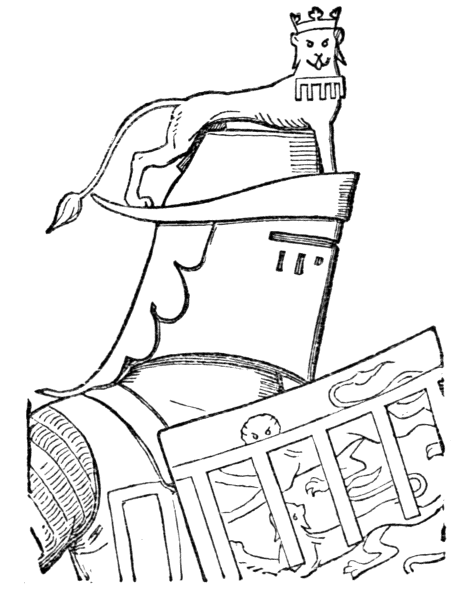
Blason de Thomas de Mowbray, comte de Nottingham et connétable d'Angleterre. (D'après un dessin de son sceau, 1389 : MS Cott., Julius, C. vii. (Thomas de Mowbray, 1er duc de Norfolk, 1er comte de Nottingham, 3e comte de Norfolk, 6e baron Mowbray, 7e baron Segrave, KG, connétable d'Angleterre (22 mars 1366 – 22 septembre 1399))).

Comte de Nottingham est un titre de la pairie d'Angleterre qui a été créé sept fois.

## Histoire du titre
John de Mowbray, 5e baron Mowbray et 6e baron Segrave, est créé comte de Nottingham au couronnement de Richard II d'Angleterre le 16 juillet 1377. À sa mort, le 10 février 1383, son titre s'éteint. Deux jours plus tard, Richard II donne le titre à son frère Thomas de Mowbray. Ce dernier est créé duc de Norfolk en 1397. Ce titre s'éteint à la mort de John de Mowbray (4e duc de Norfolk) (1444-1476), le 4e duc de Norfolk et 5e comte de Nottingham.
Le titre est créé en même temps que celui de duc de Norfolk, le 12 juin 1476, pour Richard de Shrewsbury, alors âgé de 3 ans, le sixième et dernier fils d'Édouard IV d'Angleterre. À cause des manœuvres de son oncle, le futur Richard III, Richard et son frère aîné Édouard V d'Angleterre sont emprisonnés à la Tour de Londres en 1483. Ils sont probablement exécutés ou assassinés peu après.
William de Berkeley (1426-1492), vicomte Berkeley, un important homme d'État anglais est récompensé pour ses services avec ce titre en 1483. Il est élevé au rang de marquis de Berkeley en 1489. En 1525, Henri VIII recrée le titre pour son fils illégitime Henry FitzRoy (1519-1536). Celui-ci est créé en même temps duc de Richmond et Somerset.
En 1596, Charles Howard (1536-1624), 2e baron Howard d'Effingham, petit-fils de Thomas Howard, 2e duc de Norfolk, est créé comte de Nottingham en récompense des services rendus. Le titre reste dans cette branche de la famille Howard jusqu'en 1681, quand le 3e comte meurt sans descendance.
En 1681, le titre est donné à Heneage Finch (1621-1682), alors lord chancelier d'Angleterre. en 1729, le 2e comte hérite du titre sénior de la famille Finch, le titre de comte de Winchilsea. Depuis cette date, les deux titres sont liés et toujours transmis dans la famille Finch. En 1999, Daniel James Hatfield Finch-Hatton (né en 1967), est devenu 17e comte de Winchilsea et 12e comte de Nottingham.

## Première création (1377)
- 1377-1383 : John de Mowbray (en) (1365-1383), 5e baron Mowbray (en) et 6e baron Segrave (en).

## Deuxième création (1383)
- 1383-1399 : Thomas de Mowbray (1366-1399), 6e baron Mowbray, 7e baron Seagrave. Devient 1er duc de Norfolk en 1397 ;
- 1399-1405 : Thomas de Mowbray (1385-1405), 4e comte de Norfolk. fils du précédent ;
- 1405-1432 : John de Mowbray (1392-1432), 5e comte de Norfolk puis restauré au titre de duc de Norfolk en 1425. Frère du précédent ;
- 1432-1461 : John de Mowbray (1415-1461), 3e duc de Norfolk ;
- 1461-1476 : John de Mowbray (1444-1476), 4e duc de Norfolk.

## Troisième création (1476)
- 1476-1483 : Richard de Shrewsbury (1473-1483), 1er duc de Norfolk. Fils d'Édouard IV.

## Quatrième création (1483)
- 1483-1492 : William de Berkeley (en) (1426-1492), vicomte Berkeley (1481), puis marquis de Berkeley en 1489.

## Cinquième création (1525)
- 1525-1536 : Henry FitzRoy (1519-1536). Créé duc de Richmond et Somerset en 1525. Fils illégitime d'Henri VIII.

## Sixième création (1596)
- 1596-1624 : Charles Howard (1536-1624), 2e baron Howard d'Effingham ;
- 1624-1642 : Charles Howard (1579-1642), 3e baron Howard d'Effingham ;
- 1642-1681 : Charles Howard (1610-1681), 4e baron Howard d'Effingham.

## Septième création (1681)
- 1681-1682 : Heneage Finch (1621-1682), baron Finch de Daventry. Lord chancelier de 1675 à 1682 ;
- 1682-1730 : Daniel Finch (1647-1730). Devient 7e comte de Winchilsea (en) en 1729.

Les titres de comtes de Winchilsea et Nottingham sont transmis dans la famille Finch jusqu'à nos jours. Voir Comte de Winchilsea (en).

### Sources
- Leigh Rayment's Peerage page.